# Listă de actrițe - R
|  | Listă de actrițe \| \| Listă de actrițe - R \| Liste alfabetice de actori și actrițe \| Listă de actori A - B - C - D - E - F - G - H - I - J - K - L - M - N - O - P - Q - R - S - T - U - V - W - X - Y - Z |

## Actrițe - R
| - Giovanna Ralli (* 1935) - Charlotte Rampling (* 1945) - Nicola Ransom (* 1971) - Rie Rasmussen (* 1978) - Andrea Rau (* 1947) - Vanessa Redgrave (* 1937) - Lynn Redgrave (1943-2010) - Donna Reed (1921 - 1986) - Tara Reid (* 1975) - Mignon Remé (* 1966) - Lee Remick (1935 - 1991) - Debbie Reynolds (* 1932) - Christina Ricci (* 1980) - Denise Richards (* 1971) | - Miranda Richardson (* 1958) - Natasha Richardson (1963-2009) - Leni Riefenstahl (1902 - 2003) - Diana Rigg (1938-2020) - Dolores del Río (1905 - 1983) - Molly Ringwald (* 1968) - Dolores del Rio (1904 - 1983) - Thelma Ritter (1905 - 1969) - Julia Roberts (* 1967) - Rachel Roberts (1927 - 1980) - Nadja Robinè (* 1980) - Ginger Rogers (1911 - 1995) - Mimi Rogers (* 1956) - Dana Rogoz - Sophie Rois (* 1961) | - Marika Rökk (1913 - 2004) - Ruth Roman (1922 - 1999) - Diana Ross (* 1944) - Isabella Rossellini (* 1952) - Gena Rowlands (* 1930) - Barbara Rudnik (* 1958) - Christiane Rücker (* 1944) - Mercedes Ruehl (* 1948) - Barbara Rütting (* 1927) - Jane Russell (* 1921) - Rosalind Russell (1907 - 1976) - Margaret Rutherford (1892 - 1972) - Meg Ryan (* 1961) - Winona Ryder (* 1971) |

## Actori
|  | Listă de actori \| \| Listă de actrițe \| Liste alfabetice de actori și actrițe \| Listă de actori A - B - C - D - E - F - G - H - I - J - K - L - M - N - O - P - Q - R - S - T - U - V - W - X - Y - Z |